# Pietro Speciale
Pietro Speciale (n. 29 septembrie 1876, Palermo, Italia – d. 9 noiembrie 1945, Palermo, Italia) a fost un scrimer ce a reprezentat Regatul Italiei (1861-1946), medaliat olimpic. A participat la 3 ediții ale Jocurilor Olimpice (1908, 1912, 1920) în care a câștigat o medalie de aur și o medalie de argint.